# La Thébaïde (Uccello)

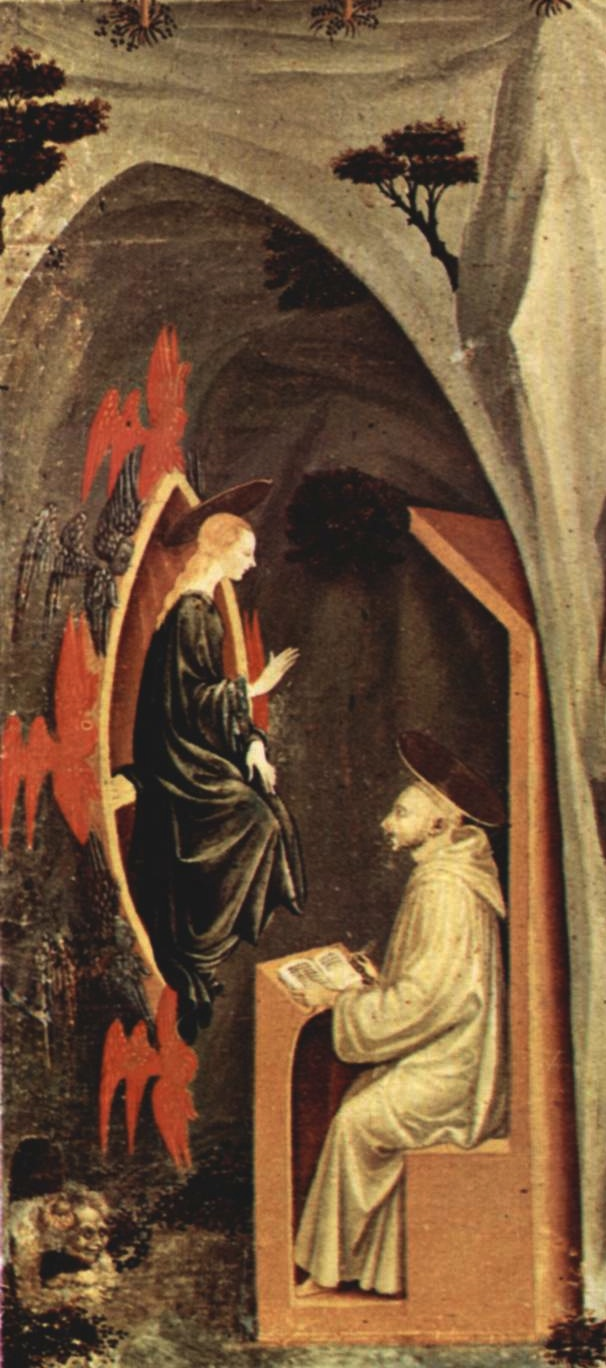
Détail : L'Apparition de la Vierge à saint Bernard de Clairvaux.

La Thébaïde ou La Vie des saints pères ou Scènes de la vie érémitique (en italien : Scene della vita di santi e di alcuni monaci) est une peinture en tempera sur toile de 83 × 118 cm de Paolo Uccello, datable de 1460 environ et conservée à la Galleria dell'Accademia de Florence.

## Histoire
La peinture provient du couvent San Giorgio alla Costa en Oltrarno à Florence, en cohérence avec toutes les peintures de la vie monastique de Paolo Uccello (Scènes de la vie monastique au cloître de San Miniato al Monte). Elle fut retrouvée dans les fonds des Offices. Malgré plusieurs hésitations, le tableau fut finalement bien attribué, comme il le fut à l'origine, à Paolo Uccello, appuyé par les comparaisons stylistiques du Miracle de l'hostie profanée, la prédelle du retable du Corpus Domini d'Urbino.

## Thème
La Thébaïde est, dans l'acception chrétienne, la région désertique de Thèbes, en Égypte, une image du lieu où se retirèrent des hommes pieux, solitaires, ceux-là mêmes qui ont donné naissance au monachisme.
L'iconographie chrétienne se sert de ce terme pour exposer, indifféremment, les lieux de vie des ermites, en une seule unité spatiale, ici le prétexte à rassembler des épisodes de la vie  des saints Jérôme de Stridon, François d'Assise, Bernard de Clairvaux, Benoît de Nursie, et d'autres scènes plus prosaïques de la vie en général des moines.

## Description
Le tableau de 83 × 118 cm (ratio  de 1,4, soit celui de la « porte d'harmonie ») permet de reconnaître plusieurs scènes :
- Saint François recevant les stigmates du Christ en séraphin  (au milieu du haut),
- Saint Jérôme dans sa grotte adorant le crucifix dans sa grotte (au centre),
- L'Apparition de la Vierge à saint Bernard de Clairvaux (en bas à gauche),
- Saint Benoit prêchant à ses moines (en bas à droite),

D'autres éléments sont à distinguer :
- des flagellants autour du Christ en croix (en haut à gauche),
- deux jeunes hommes à la porte d'un couvent avec un moine qui les accueille (à droite de la précédente scène),
- deux moines et une nonne dans une grotte (sous la précédente scène),
- plusieurs moines montant le chemin de prière taillé dans la roche (émergeant aux flagellants et au Christ en croix),
- un moine portant bâton et houe près d'un âne portant sa charge et broutant l'herbe (au centre bas),
- Le séraphin dans le  ciel tourmenté surmonte un paysage de ville fortifiée, d'églises, de champs régulièrement cultivés, d'un monastère avec, devant, deux moines en contemplation (en haut à droite).

## Analyse
La tradition gothique se fait encore sentir dans ce tableau avec ces scènes toutes rassemblées, non dans un espace cohérent, mais dans un rassemblement historique (privilégiant la storia), la  somme des lieux d'événements temporellement distants.
La schématisation des arbres, les roches très stylisées (comme chez Fra Angelico), la perspective de chacun des lieux trouant le décor, la palette terne seulement ponctuée, égayée de rouge (couleur de la Passion) tous éléments qui renforcent cette inscription gothique,
Exécuté pour un monastère vallombrosain, l'iconographie est complexe et accumulative. L'œuvre rassemble en un même espace les sommets dévotionnels de la pensée monastique. La perspective moderne semble absente ; mais il s'agit d'un panneau dévotionnel et, sans doute, d'une conception « moralisée » de la perspective. Fondée sur le montage d'objets figuratifs traditionnels et sur une gamme peu étendue de rouges, beiges et bruns, avec quelques notes de bleu, l'œuvre propose une visio intellectualis : maître en perspective, Uccello montre aussi que l'époque est loin d'avoir le caractère univoque et humanisant qu'on lui prête volontiers.

## Anecdote
Cette œuvre a connu ces dernières années un regain d'intérêt insolite, une certaine littérature affirmant qu'il renfermait la représentation d'un objet volant non identifié. Les historiens de l'art eurent tôt fait de démontrer que l'objet en question n'était qu'une simple coiffe de cardinal, le  chapeau cardinalice, le galero rouge à houppes au pied du saint Jérôme en prière.